# Cédric Bakambu
Cédric Bakambu (Vitry-sur-Seine, 1991. április 11. –) kongói demokratikus köztársasági válogatott labdarúgó, a Real Betis játékosa.

## Pályafutása

### Klubcsapatban

#### Sochaux
A Vitry-sur-Seine megyében, Val-de-Marne-ben született Bakambu 10 éves korában kezdte pályafutását a helyi US Ivry-ben, mielőtt négy évvel később a Sochauxhoz szerződött volna.
2010. május 1-jén a Gambardella-kupa döntőjében két gólt szerzett a Stade de France-ban a Metz ellen, de a Sochaux büntetőkkel 4-3-as vereséget szenvedett. 2010. augusztus 7-én debütált a Ligue 1-ben; Modibo Maïga cseréjeként állt be a 83. percben az Arles-Avignon ellen. A következő hónapban aláírta első profi szerződését, amely 2013 nyaráig kötötte a csapathoz.
Bakambu a 2013-14-es Ligue 1 szezon során 31 bajnokin hét gólt szerzett, de Hervé Renard vezetőedzőt többször kritizálták amiatt, hogy nem a megfelelő poszton játszatja.

#### Bursaspor
2014. szeptember 1-jén a török bajnokságban szereplő Bursasporhoz szerződött, négyéves szerződést aláírva. A török klub 1 800 000 eurót fizetett érte. Tizenkét nappal később mutatkozott be a Süper Lig-ben, az 55. percben csereként állt be a Gençlerbirliği ellen 2-1-re megnyert bajnokin. Október 19-én első gólját is megszerezte új csapatában. Mindössze egy bajnoki idényt töltött a Bursaspornál, 27 találkozón 13 gólt szerzett.
A kupában is Bakambu volt csapata legeredményesebbje, tizenkét mérkőzésen nyolcszor talált be, de csapata 3-2-es arányban elveszítette a Galatasaray elleni döntőt, csakúgy mint a következő idény előtti szuperkupa mérkőzést, ahol az isztambuli csapat 1-0-ra győzött.

#### Villarreal

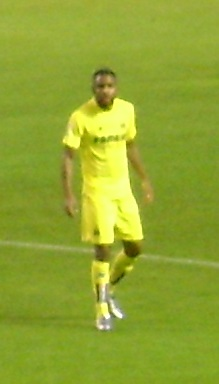
Bakambu a Villarreal mezében 2015 decemberében.

2015. augusztus 19-én a spanyol Villarrealhoz szerződött, ötéves szerződést aláírva. Négy nap múlva Léo Baptistão helyére állt be a 61. percben a Real Betis elleni bajnokin. Augusztus 28-án ugyancsak csereként beállva duplázott az Espanyol elleni 3-1-es győzelem alkalmával.
Bakambu szeptember 17-én a nemzetközi kupaporondon is debütálhatott, miután pályára lépett a Rapid Wien elleni 2-1-re elveszített Európa-liga találkozón. Október 22-én az első góljait is megszerezte, miután a fehérorosz Dinama Minszk ellen betalált az első félidőben, de a következő fordulóban a német Bayer Leverkusen ellen is eredményes volt. A negyeddöntőben 6-3-as összesítéssel jutott tovább csapatával a Sparta Praha ellen.
Az egész szezont tekintve tizenegy bajnoki gólt szerzett és bekerült az év csapatába is az Európa-ligában.

#### Pejcsing Kuoan
2018. március 1-jén a kínai élvonalban szereplő Pejcsing Kuoan bejelentette, hogy 40 000 000 euróért szerződtette Bakambut. A kínai csapat ezen felül további 34 000 000 eurót fizetett a kínai bajnokságban külföldi játékosok leigazolása miatt bevezetett adózási törvény miatt.

#### Olympique Marseille
2022. január 13-án 2024 nyaráig szóló szerződést írt alá a francia Olympique Marseille csapatával.

#### Olimbiakósz
2022. szeptember 16-án csatlakozott a görög Olimbiakósz csapatához 2025 nyaráig.

#### En-Naszr
2023. június 29-én az en-Naszr két évre szerződtette.

#### Galatasaray
2023. július 23-án két évre szerződtette a török Galatasaray.

#### Real Betis
2024. február 1-jén a Real Betis két és fél éves szerződést kötött vele.

## Válogatottban
Bakambu utánpótlás szinten Franciaországot képviselte, pályára lépett az U18-as és az U19-es válogatottakban is. Tagja volt a 2010-es U19-es Európa-bajnokságot hazai pályán megnyerő francia csapatnak is, majd szerepelt a 2011-es U20-as világbajnokságon, ahol a franciák a negyedik helyen végeztek.
2015 márciusában úgy döntött, hogy felnőtt szinten a Kongói DK színeit képviseli. Mint nyilatkozta: "a labdarúgáson keresztül fedeztem fel az országomat." Júniusban egy Kamerun elleni barátságos mérkőzésen debütált.
2016. március 26-án első gólját is megszerezte az Angola elleni 2-1-es Afrikai Nemzetek kupája-selejtező alkalmával. Június 5-én duplázott a Madagaszkár elleni 6-1-re megnyert mérkőzésen.

## Magánélete
Bakambu ugyan Franciaországban született, de szülei révén a Kongói Demokratikus Köztársaság csapatában is jogosult szereplésre. Mint mondta; "Két kultúrában nőttem fel, és nagyon büszke vagyok rá, azt hiszem, ez valami olyan, ami gazdagabbá tesz."
Csapattársával, Dieumerci Mbokanival a brüsszeli reptéren tartózkodott 2016 márciusában a terrortámadás idején, de sértetlenül megúszták az esetet.

## Statisztika

### Klubcsapatban
2017. november 26-án frissítve.
| Klub             | Szezon           | Bajnokság | Bajnokság | Kupa  | Kupa  | Európa | Európa | Összesen | Összesen |
| Klub             | Szezon           | Mérk.     | Gólok     | Mérk. | Gólok | Mérk.  | Gólok  | Mérk.    | Gólok    |
| ---------------- | ---------------- | --------- | --------- | ----- | ----- | ------ | ------ | -------- | -------- |
| Sochaux          | 2010–11          | 9         | 0         | 2     | 0     | —      | —      | 11       | 0        |
| Sochaux          | 2011–12          | 21        | 3         | 2     | 0     | —      | —      | 23       | 3        |
| Sochaux          | 2012–13          | 33        | 8         | 5     | 3     | —      | —      | 38       | 11       |
| Sochaux          | 2013–14          | 31        | 7         | 4     | 0     | —      | —      | 35       | 7        |
| Sochaux          | Összesen         | 94        | 18        | 13    | 3     | —      | —      | 107      | 21       |
| Bursaspor        | 2014–15          | 27        | 13        | 12    | 8     | —      | —      | 39       | 21       |
| Bursaspor        | 2015–16          | —         | —         | 1     | 0     | —      | —      | 1        | 0        |
| Bursaspor        | Összesen         | 27        | 13        | 13    | 8     | —      | —      | 40       | 21       |
| Villarreal       | 2015–16          | 34        | 12        | 3     | 1     | 13     | 9      | 50       | 22       |
| Villarreal       | 2016–17          | 26        | 11        | 1     | 1     | 7      | 0      | 34       | 12       |
| Villarreal       | 2017–18          | 12        | 9         | 0     | 0     | 5      | 3      | 17       | 12       |
| Villarreal       | Összesen         | 72        | 32        | 4     | 2     | 25     | 12     | 101      | 46       |
| Karrier összesen | Karrier összesen | 193       | 63        | 30    | 13    | 25     | 12     | 248      | 88       |

### Válogatottban
2022. november 13-n frissítve.
| 2015     | 4  | 0  |
| 2016     | 5  | 3  |
| 2017     | 7  | 4  |
| 2018     | 2  | 0  |
| 2019     | 11 | 6  |
| 2020     | 2  | 0  |
| 2021     | 7  | 0  |
| 2022     | 2  | 0  |
| Összesen | 35 | 13 |

### Góljai a válogatottban
| Ssz. | Dátum               | Helyszín                                                     | Ellenfél    | Állás | Végeredmény | Esemény                                     |
| ---- | ------------------- | ------------------------------------------------------------ | ----------- | ----- | ----------- | ------------------------------------------- |
| 1.   | 2016. március 26.   | Stade des Martyrs, Kinshasa, Kongói Demokratikus Köztársaság | Angola      | 1–0   | 2–1         | 2017-es afrikai nemzetek kupája (selejtező) |
| 2.   | 2016. június 5.     | Rabemananjara Stadium, Mahajanga, Madagaszkár                | Madagaszkár | 1–0   | 6–1         | 2017-es afrikai nemzetek kupája (selejtező) |
| 3.   | 2016. június 5.     | Rabemananjara Stadium, Mahajanga, Madagaszkár                | Madagaszkár | 5–0   | 6–1         | 2017-es afrikai nemzetek kupája (selejtező) |
| 4.   | 2017. június 10.    | Stade des Martyrs, Kinshasa, Kongói DK                       | Kongó       | 1–0   | 3–1         | 2019-es afrikai nemzetek kupája (selejtező) |
| 5.   | 2017. június 10.    | Stade des Martyrs, Kinshasa, Kongói DK                       | Kongó       | 2–1   | 3–1         | 2019-es afrikai nemzetek kupája (selejtező) |
| 6.   | 2017. szeptember 1. | Stade Olympique de Radès, Radès, Tunézia                     | Tunézia     | 1–1   | 1–2         | 2018-as vb-selejtező                        |
| 7.   | 2017. október 7.    | Stade Mustapha Ben Jannet, Monasztir, Tunézia                | Líbia       | 1–0   | 2–1         | 2018-as vb-selejtező                        |

## Sikerei

### Klub
- Beijing Guoan
  - Kínai FA Kupa: 2018

### Válogatott
- Franciaország U19
  - U19-es Európa-bajnokság: 2010

### Egyéni
- Európa-liga – A szezon csapatának tagja: 2015–16[36]
- La Liga – Hónap játékosa: 2017 október
- Kínai Szuperliga – Gólkirály: 2020

## Fordítás
Ez a szócikk részben vagy egészben  a   Cédric Bakambu című angol Wikipédia-szócikk fordításán alapul.  Az eredeti cikk szerkesztőit annak laptörténete sorolja fel. Ez a jelzés csupán a megfogalmazás eredetét és a szerzői jogokat jelzi, nem szolgál a cikkben szereplő információk forrásmegjelöléseként.